# Lorinda Munson Bryant
Lorinda Munson Bryant (21 de março de 1855 - 13 de dezembro de 1933) foi uma escritora e educadora americana.

## Biografia
Ela nasceu perto de Granville, Ohio, em 1855, filha de Marvin M. Munson, advogado, e Emma Sabin Culbertson. Em 1875, ela casou-se com Charles W. Bryant, um farmacêutico; ele morreu em 1886 e Lorinda Bryant assumiu a administração do negócio. Ela recebeu um diploma de bacharel no Granville Female College em 1892. No ano seguinte, estudou no Chicago College of Pharmacy e, após estudos adicionais na Denison University, ela tornou-se na primeira mulher em Ohio a ser farmacêutica registada. Posteriormente, ela estudou ciências na Universidade Cornell e, mais tarde, fundou a Montrose School para meninas em South Orange, Nova Jersey. A escola fechou em 1905 e Bryant começou a escrever, publicando mais de vinte livros. A History of Painting, publicado em 1906, estava entre os seus livros de maior sucesso.
Os seus outros trabalhos incluem What Pictures to See in America (1915), Famous Pictures of Real Animals (1918), Bible Stories in Bible Language (1922), The Children's Book of Celebrated Bridges, The Children's Livro das torres célebres, e The Children's Book of European Landmarks.
Ela foi membro da Sociedade Geográfica Americana e do National Board of Review of Motion Pictures.